# Klaus Bringmann
Klaus Karlwilli Bringmann (Bad Wildungen, 28 de maig del 1936 - 14 de juliol del 2021) fou un historiador de l'antiguitat alemany.

## Vida i obra
Entre el 1956 i el 1962 estudià Història, Filologia Clàssica i Filosofia a les universitats de Marburg i Múnic. El seu professor més important a Marburg fou Fritz Taeger. Després de la mort de Taeger l'agost del 1960, Bringmann conclogué la seva tesi sota la direcció de Karl Christ. El 1962 es doctorà per la Universitat de Marburg i el 1969 n'obtingué el títol de Privatdozent amb Untersuchungen zum späten Cicero (‘Recerca sobre les obres tardanes de Ciceró’) en l'àmbit de la Filologia Clàssica. A partir del 1971 ensenyà Filologia Clàssica a la Universitat de Marburg. El 1973, per intercessió d'Alfred Heuß, accedí a una càtedra d'Història Antiga a la Universitat Tècnica de Darmstadt. Des del 1981 fins a la seva conversió en professor emèrit fou professor d'Història Antiga a la Universitat de Frankfurt.
El 1991 i 1992 fou degà del Departament de Ciències de la Història de Frankfurt. El 1987/88 i el 1993/94 fou investigador convidat a l'Institut d'Estudis Avançats de Princeton. A partir del 1988 fou membre de l'Institut Arqueològic Alemany. Entre el 1987 i el 2002 fou membre de la Comissió d'Història Antiga i Epigrafia de l'Institut Arqueològic Alemany a Múnic. El 2016 fou decorat amb la Creu de Cavaller.
Tenia uns interessos acadèmics extremament variats. Incloïen la història romana des de la república fins a l'antiguitat tardana; la història de Grècia i l'hel·lenisme; la història dels jueus en els períodes hel·lenístic i romà; i la història del cristianisme a l'Imperi Romà. Continuà treballant fins a una edat avançada. Per exemple, el 2016 publicà un monogràfic sobre la història primerenca de Grècia. Així mateix, dirigí el projecte Schenkungen hellenistischer Herrscher an griechische Städte und Heiligtümer (‘Donatius dels sobirans hel·lenístics a ciutats i santuaris de Grècia’) juntament amb Hans von Steuben, professor d'Arqueologia Clàssica. Més tard fou un dels dirigents del grup de recerca interdisciplinari Wissenskultur und gesellschaftlicher Wandel (‘Cultura del coneixement i canvi social’).
Es casà el 1965 i tenia tres fills.